# Клаудије
Тиберије Клаудије Нерон Цезар (лат. Tiberius Claudius Nero Caesar Drusus); Лугдунум, 1. август 10. п. н. е. — Рим, 13. октобар 54.), познат и као Тиберије Клаудије Друз Нерон Германик (лат. Tiberius Claudius Drusus Nero Germanicus), био је четврти римски цар из Јулијевско-клаудијевске династије, а владао је од 24. јануара 41. до своје смрти 54. године. Рођен у Лугдунуму у Галији (данашњи Лион, Француска), од оца Друза и мајке Антоније Млађе, и био је први римски император рођен ван Италије.
Пошто је у младости био млохав и имао благу глувоћу због болести, породица га је прогонила и био је искључен са јавне функције све до свог конзулског положаја (који је делио са својим нећаком, Калигулом, 37. године). Клаудијева слабост га је вероватно спасила од судбине многих других племића од чистки током владавине Тиберија и Калигуле, пошто потенцијални непријатељи у њему нису видели озбиљну претњу. Његов опстанак је довео до тога да га је преторијанска гарда прогласила царем након Калигулиног убиства, у ком тренутку је био последњи одрасли мушкарац у својој породици и то упркос противљењу сената који је покушао да поврати републику. 
Упркос недостатку искуства, Клаудије је био способан и ефикасан администратор. Проширио је царску бирократију на ослобођење и помогао у обнављању финансија царства након ексцеса Калигулине владавине. Такође је био амбициозан градитељ, градећи нове путеве, аквадукте и канале широм Царства. Током његове владавине, Царство је започело успешно освајање Британије  и током наредних неколико деценија довео већи део данашње Енглеске и Велса под римску власт. Имајући лични интерес за право, председавао је јавним суђењима и свакодневно издавао уредбе. Током своје владавине сматран је рањивим, посебно од стране елемената племства. Клаудије је стално био приморан да јача свој положај, што је резултирало смрћу многих сенатора. Ти догађаји су нарушили његову репутацију међу античким писцима, иако су новији историчари ревидирали то мишљење. Многи аутори тврде да га је убила његова сопствена жена, Агрипина Млађа. Након његове смрти у 63. години, на месту цара га је наследио његов пранећак и законски усвојени посинак Нерон.

## Биографија

### Младост
Клаудије је рођен 1. августа 10. п. н. е. у Лугдунуму (данас Лион, Француска) у Галији. Његов отац, Нерон Клаудије Друз био је старији син Ливије Друзиле, друге супруге цара Августа, из њеног првог брака са Тиберијем Клаудијем Нероном. Тако је Клаудије припадао Клаудијевској грани царске династије. Његов стриц, Тиберије, постаће цар 14. године.
Клаудијева мајка, Антонија Млађа била је кћерка чувеног генерала и трујумвира Марка Антонија, из његовог брака са Августовом сестром Октавијом Млађом.
Клаудије је имао брата Германика и сестру Ливилу.
Клаудијев отац, Друз, умро је 9. године п. н. е. неочекивано током војне кампање у Германији, вероватно због болести. Клаудија је након тога одгајала мајка, која се није преудавала. Клаудије је био хром и имао је говорну ману, а када је то постало приметно односи са његовом породицом постали су веома лоши.
Његова мајка Антонија говорила је о њему као чудовишту и сматрала га неспособним и тупим. Од тада, Клаудија је вероватно одгајала бака, царица Ливија која га је третирала нешто блаже, али би му ипак често слала оштра писма у којима га је критиковала. Да би био дисциплинованији, предат је на бригу бившем возачу запрежних кола, пошто је породица претпостављала да је његово стање резултат лењости и мањка јаке воље. Ипак, у раној младости симптоми његове онеспособљености су скоро нестали, па је породица обратила више пажње на његово образовање.
Чувени римски историчар Тит Ливије унајмљен је да буде Клаудијев учитељ историје. Клаудије је провео доста времена у друштву филозофа па се и сам цар Август зачудио вештини његовог говорништва, коју су Римљани веома ценили и која је била централни елемент образовања виших слојева римског друштва.
Клаудијева будућност чинила се светлом.

### Политичка каријера
Услед свог интересовања за историју, Клаудије је отпочео рад на историјату римских грађанских ратова током првог века пре нове ере. У том делу, Клаудије је вероватно био превише критичан према Октавијану, који је тада владао као Император Цезар Август. Ово је могло да подсети Августа да је Клаудије ипак унук његовог највећег ривала Марка Антонија, па су Антонија и Ливија брзо реаговале. Овај догађај вероватно је довео до мишљења у Клаудијевог породици да он није способан за јавне функције, пошто се показао непоузданим и није следио тадашњу свеприсутну климу ласкања Августу и култу његове личности.
У наредном периоду, Клаудије је остао скрајнут, и нису му чак ни указиване почасти као што је то био случај са осталим члановима царске породице.
Када је Август умро 14. године, Клаудије - тада двадесеттрогодишњак - замолио је свог стрица, новог императора Тиберија, да му дозволи да отпочне своју политичку каријеру. Тиберије је одговорио дајући Клаудију церемонијалне конзулске почасти. Међутим, нове Клаудијеве захтеве Тиберије је одбио.
Пошто није успео, Клаудије је одустао од политичке каријере и водио приватан живот бавећи се историјом и књижевношћу.
Упркос презиру своје сопствене породице, Клаудије је изгледа уживао поштовање међу народом. Одмах након Августове смрти, ред витезова (лат. equites) изабрао је Клаудија да буде на челу њихове делегације.
Када му је изгорела кућа, сенат је захтевао да буде обновљена о јавном трошку. Такође је захтевано да Клаудију буде омогућено да говори у сенату. Тиберије од одбио оба захтева, али наклоност коју је Клаудије уживао у јавности није нестала.
Наком смрти Тиберијевог јединог сина, Друза Јулија Цезара, поједини су подржали Клаудија као потенцијалног новог наследника.
Како је у овом периоду настао врхунац страховладе Тиберијевог миљеника, Луција Елија Сејана, Клаудије се повукао из јавног живота и држао у позадини.
По Тиберијевој смрти, марта 37., нови император постао је Клаудијев братанац Гај, познатији под надимком Калигула. Након доласка свог нећака на власт, Клаудије се по први пут нашао на јавној функцији, и био изабран за конзула за годину 37. заједно са самим Калигулом.
Упркос почетној наклоности, Калигула се непрестано изругивао Клаудију, збијајући шале са њим и понижавајући га пред сенатом. Према Касију Диону, Клаудије је био веома мршав и болестан пред крај Калигулине владавине, највероватније због стреса.

### Калигулино убиство 41.
Калигула, његова супруга Милонија Цезонија и једногодишња ћерка Јулија Друзила убијени су у завери дела преторијанске гарде предвођених Касијем Херејом 24. јануара 41. године. Нема доказа да је Клаудије учествовао у завери иако је могуће да је био обавештен о њеном постојању, будући да је сам напустио место на коме је његов братанац убијен, и то непосредно пред сам атентат.
Пошто су страдале Калигулина супруга и ћерка, постало је јасно да Хереја намерава да уклони све преостале чланове царске породице, чиме је и сам Клаудијев живот дошао у опасност.
Током хаоса који је уследио одмах након Калигулиног убиства, Клаудије је био сведок освете Калигулиних лојалних германских телохранитеља који су у знак одмазде за царево убиство ухватили и убили неколико недужних патриција, укључујући и неке Клаудијеве пријатеље. Клаудије је побегао и сакрио се у палати.
По традиционалној причи, преторијанац по имену Грат нашао је Клаудија како се крије иза једне завесе и онда га прозвао именом Германик: Ово је Германик, хајдемо га учинити нашим царем. Германик, Клаудијев старији брат, био је изузетно популаран генерал, и чак и дуго после своје смрти био је популаран у војсци.
Могуће је да је део преторијанске гарде већ планирао да учини Клаудија царем, а није искључено да је и сам Клаудије знао и учествовао у томе. Клаудије је прокријумчарен у преторијански камп, где је био под заштитом војника.

### Избор за императора
Сенат се брзо састао; многи су заговарали повратак републике, али расправа се убрзо окретала око тога ко ће бити нови принцепс. Када се прочуло да је Клаудије под заштитом преторијанаца који су га извикали за цара, сенатори су захтевали да Клаудије буде доведен пред њих да би га потврдили за цара. Осећајући опасност, Клаудије је одбио. Поједини историчари, највише Флавије Јосиф, тврде да је Клаудија посаветовао да одбије овај предлог краљ Јудеје, Ирод Агрипа.
Напослетку је сенат био приморан да прихвати Клаудијев избор за цара. За узврат, Клаудије се сложио да аболира већину оних који су учествовали у завери против Калигуле. Ипак, римска маса захтевала је да се Калигулине убице казне, па је Клаудије наредио смрт Касија Хереје и још неколицине завереника.

## Клаудије као цар

### Освајање Британије и јавни радови
Клаудије је био први император кога је на престо довела подршка преторијанаца, а не сената. Стога се Клаудије на почетку своје владавине ослањао на преторијанце. За време Клаудија, Римско царство поново се проширило, по први пут после Августа. Провинције Тракија, Норик, Ликија и Јудеја су анексиране али најважније је било освајање Британије 43. године. Сам Клаудије довео је значајна појачања римским снагама у Британији и отпочео припреме за офанзиву. Због његових напора, сенат га је почаствовао тријумфом.
Као император, Клаудије је обраћао посебну пажњу на право, и често се сам бавио правним случајевима. Међутим, лако је потпадао под туђ утицај а многи антички историчари критикују Клаудијеву правну активност наводећи да су његове пресуде често биле произвољне и нису се увек држале закона. Клаудије је такође решавао спорове у провинцијама. Ослободио је неколико градова пореза, али и потврдио права Јевреја широм римског царства. Бројни едикти издати су за време Клаудијеве владавине, један од познатијих тицао се статуса болесних робова. Уобичајена пракса била је да господари остављају своје болесне робове у храму бога медицине, Асклепија, уместо да им пруже помоћ, а онда их поново преузму у случају да преживе. Клаудије је објавио да ће робови који су напуштени на овај начин, у случају да преживе, постати слободни. Осим тога, господари који одлуче да убију своје робове да их не би лечили, могли су да буду оптужени за убиство.
Император се бавио и јавним радовима, а један од његових највећих доприноса је изградња зимске луке у Остији, као решење проблема несташица жита током зиме. Жито из Египта, који је претворен у провинцију у доба Октавијана Августа) могло се довозити и по лошем времену а Клаудије је обезбедио бројне привилегије за бродове и морнаре који би путовали у Египат и по зимском времену.

### Односи са сенатом
Клаудије се веома трудио да побољша односе са сенатом. Одбио је титулу императора и залагао се да сенат активније учествује у доношењу нових закона, уместо да само одобрава предлоге цара.
Упркос томе, многи у сенату остали су непријатељски расположени према Клаудију. Неколико побуна подигнуто је против Клаудија што је резултовало погубљењем многих сенатора. Посебно незадовољство изазивало је то што се цар окружио ослобођеницима и поверио им важне функције. Најпознатији царев сарадник, бивши роб, Нарцис, био је Клаудијев секретар задужен за цареву преписку а често се у царево име обраћао и војсци (што је био случај непосредно пред освајање Британије).

### Клаудије и Преторијанска гарда
Због тога што га је за цара прогласила Преторијанска гарда, уместо Сената – био је први цар тако постављен – поједини коментатори су оспоравали Клаудијеву репутацију као владара (на пример Сенека). Штавише, он је био први цар који је користио мито да би обезбедио лојалност војске. Па ипак, потврда његових државничких вредности, за разлику од претходника Тиберија и Калигуле, доказана је његовом апотеозом после смрти и подизањем храма „Светом Клаудију“ на Келијском брду у Риму. Они који сматрају ово Агрипинино исказивање поштовања циничним ипак признају да, цинично или не, овакво поштовање није исказано његовим претходницима, што доказује да Клаудије није био омражен, каквим га сматрају поједини, и древни и модерни, историчари. Штавише, иако је Клаудијеву дивинизацију поништио његов наследник Нерон, поново је успоставио император Веспазијан.
Клаудије је био први император који је називан „Цезар“ само као израз части. (Он није имао легитимно право на име „Цезар“.) Од тада ће „Цезар“ постати део титуле сваког наредног римског императора, а из тога ће касније настати титуле немачког „Кајзера“ и руског „Цара“.

## Бракови
Упркос успесима које је постигао као император, Клаудијев приватни живот био је далеко од идеалног. Женио се четири пута, а историчар Светоније оптужује Клаудија да је лако долазио под утицај својих супруга као и да је био женскарош.
Са првом женом, Плауцијом Ургуланилом, Клаудије је имао сина, Клаудија Друза, који се угушио у раној младости. Клаудије се развео од Плауције због прељубе да би се недуго потом оженио Елијом Петином, Сејановом рођаком. Са Елијом је имао ћерку, Клаудију Антонију. Међутим, Клаудије се ускоро поново развео.
Негде између 38. и 39. године, након што се развео од своје друге супруге, Клаудије се оженио и трећи пут, Валеријом Месалином, која је била његова рођака и блиска кругу Калигулиних миљеника. Убрзо је Клаудију родила кћер, Клаудију Октавију а након његовог доласка доласка на престо, рођен је и син, Британик. Њихов брак завршио се катастрофом. Антички историчари тврде да је Месалина била нимфоманка која је редовно варала Клаудија - Тацит чак наводи да је Месалина отишла толико далеко проституишући се да би се такмичила у томе ко ће имати више сексуалних партнера током једне ноћи. Према Тациту, Месалина је манипулисала Клаудијем, користећи свој утицај за гомилање личног богатства. Све је кулминирало када се Месалина 48. године јавно удала за свог љубавника Гаја Силија, док је Клаудије био у Остији. Није јасно да ли се претходно развела од Клаудија, а неки извори наводе да су Месалина и њен љубавник намеравали да свргну цара. Иако није јасно шта се заправо догодило и који су били Месалинини мотиви, она и Силије су на крају погубљени а Клаудије је тражио од преторијанаца да му обећају да ће га убити ако се поново ожени.
Ипак, Клаудије се поново оженио Агрипином Млађом, Германиковом ћерком (чиме је била Клаудијева братаница и блиска рођака) и Калигулином сестром. Клаудије се након скандала са Месалином осећао веома несигурним. Он је припадао Клаудијевској грани породице али не и Јулијевцима. Штавише, Клаудије није имао јасног наследника, пошто је Британик био дечак. Агрипина је била једна од преосталих Августових потомака а њен син, Луције Домиције Ахенобарб (будући император Нерон) био је један од последњих мушких чланова династије. Агрипина је показивала велике амбиције, она и њен син могли су послужити Клаудијевим непријатељима да се окупе против њега. Клаудије се на брак одлучио да би поново спојио две гране царске породице и окончао заваду која је постојала између Јулијеваца и Клаудијеваца а која је почела након Германикове смрти 19. године. Клаудије се оженио Агрипином 49., усвојио њеног сина Нерона.
Британик и Нерон именовани су за заједничке наследнике.

## Смрт
Антички историчари слажу се да је Клаудије отрован, могуће печуркама, и да је умро 13. октобра 54. Ипак, извори се не слажу око детаља, док неки наводе да се цар налазио у Риму, други тврде да је био у месту Синеуса, али сви говоре да је Клаудијева супруга Агрипина била одговорна за његову смрт. Клаудије је отворено почео да жали због својих лоших бракова и можда намеравао да Британика прогласи за јединог наследника, будући да се он ближио зрелом добу. Агрипина је имала мотив да убије Клаудија, тако обезбеђујући престо свом сину Нерону, пре него што би Британик могао да ојача и осигура своја права као очев наследник.
Клаудијев пепео положен је у Августовом маузолеју а сенат и његов наследник, Нерон, одмах су га деификовали.
Антички историчари наводе да је Клаудије био великодушан и једноставан али га истовремено описују као крвожедног, окрутног и склоног да се брзо разгневи, што је и сам Клаудије признао, извињавајући се због свог темперамента. Клаудије је описан и као човек кога је било лако убедити и којим је било лако манипулисати. Међутим, нека преживела дела приказују Клаудија у другом светлу, као интелигентног, ученог, начитаног и савесног администратора са склоношћу ка детаљима и праведности. Ипак, његова личност махом остаје енигматична.

## Клаудијеви научни радови
Искључење из јавног живота погодовало је Клаудијевој склоности за науком, нарочито историјом и лингвистиком. Док је још био дечак Клаудије је започео рад на римској историји коју је отворио убиством Јулија Цезара, да би затим прескочио неколико година и започео је поново завршетком грађанског рата. Историја је имала 43 поглавља. Написао је и двадесет поглавља о историји Етрураца и осам поглавља историје Картагине. Нажалост, ни једно од ових дела није сачувано.
Такође је предложио реформу римског алфабета додајући три нова слова.